# Harpendyreus noquasa
The Marsh Blue (Harpendyreus noquasa) là một loài bướm ngày thuộc họ Bướm xanh. Loài này có ở Nam Phi, from the KwaZulu-Natal Drakensberg, phía bắc along the escarpment to Mpumalanga.
Sải cánh dài 17–23 mm đối với con đực và 18–24 mm đối với con cái. Con trưởng thành bay từ tháng 9 đến tháng 3 in two main generations, one in spring (from tháng 9 đến tháng 11) và một lần nữa vào cuối hè (in tháng 3).
Ấu trùng ăn Alchemilla capensis.